# بايك السيوي
بايك ويعرف باسم بايك السيوِيّ هو شخصية خيالية في سلسلة أساسنز كريد التابعة لشركة يوبي سوفت. ظهر للمرة الأولى في رواية أساسنز كريد: ديسيرت أوث التي سبقت لعبة أساسنز كريد أوريجنز، وهو الشخصية الرئيسية فيها. كما ظهر أيضًا في أساسنز كريد أوديسي بالإضافة إلى لعبة الهاتف المحمول أساسنز كريد: ريبيليون. قام أبو بكر سليم بتمثيل الشخصية من خلال تقنية لاقط الحركة.